# Kermes sassceri
Kermes sassceri är en insektsart som beskrevs av King 1914. Kermes sassceri ingår i släktet Kermes och familjen eksköldlöss. Inga underarter finns listade i Catalogue of Life.